# Носов, Виктор Васильевич
Виктор Васильевич Носов (укр. Віктор Васильович Носов; 19 июля 1940, Красная Речка, Хабаровский край — 17 апреля 2008, Донецк) — советский футболист, защитник, впоследствии советский и украинский футбольный тренер. Мастер спорта СССР (1962), заслуженный тренер Украинской ССР (1979). В качестве главного тренера приводил донецкий «Шахтёр» к серебряным медалям чемпионата СССР (1979) и дважды к победе в кубке СССР (1980, 1983).

## Биография
Родился в Хабаровской области, где его отец служил лётчиком, после смерти отца приехал с матерью в Сталино. Воспитанник донецкого «Шахтёра» (первый тренер — Н. М. Ансимов). Играл на позиции центрального защитника. Выступал за донецкий «Шахтер» (1958—1959, 1963—1964, 1966), ЦСКА (1960, дубль) и ростовский СКА (1961—1962). Сезон 1965 года провёл в харьковском «Авангарде», с 1968 по 1971 год играл в Полтаве. В высшей лиге чемпионата СССР провёл 88 матчей. Финалист Кубка СССР 1963 года.
Работал тренером и главным тренером донецкого «Шахтера» (1979—1985, обладатель Кубка СССР в 1980 и в 1983 году, серебряный призёр чемпионата СССР 1979 года).
Тренировал команды: «Шахтёр» (Макеевка), «Колос» (Полтава), «Кривбасс» (Кривой Рог), «Пахтакор» (Ташкент), «Заря» (Ворошиловград), «Динамо» (Ставрополь), «Верес» (Ровно). В конце 1980-х годов работал на Мальдивах главным тренером клуба «Виктори».
Был тренером-консультантом в шепетовском «Темпе» (1992). Несколько лет занимался коммерцией, основав с компаньоном фирму «Апекс».
После 1995 года работал в ДЮСШ «Шахтер» (Донецк), тренировал «Ворсклу-2» (Полтава), был главным тренером «Ворсклы» с 17 июня 2005 по июль 2007 года. В последнее время возглавлял департамент детско-юношеского футбола донецкого «Металлурга».
В начале апреля 2008 года Носов был госпитализирован в отделе кардиологии института им. Гусака с диагнозом острый ишемический синдром. 15 апреля был прооперирован, но 17 апреля скончался. Постановлением Полтавской областной государственной администрации от 20 мая 2016 года № 207 в рамках кампании декоммунизации на Украине Волочаевский переулок был переименован в переулок Виктора Носова.

## Достижения

### В качестве игрока
«Шахтёр»
- Финалист Кубка СССР: 1963

### В качестве тренера
«Шахтёр»
- Серебряный призёр чемпионата СССР : 1979
- Бронзовый призёр чемпионата СССР : 1978
- Обладатель Кубка СССР (2): 1980, 1983
- Финалист Кубка СССР: 1978, 1985
- Обладатель Кубка сезона: 1984

### Личные
- Мастер спорта СССР (1962)
- Заслуженный тренер Украинской ССР (1979)